# Гурії
Гу́рії (араб. حورية — «чорноокі») — у Корані райські діви, які будуть дружинами праведників у раю (Джаннаті).

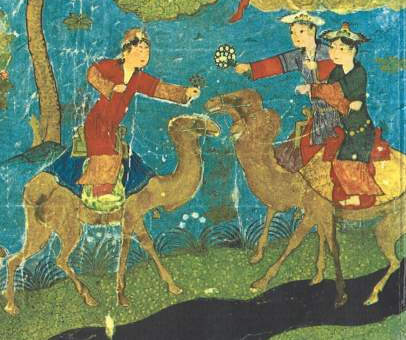
Гурії в раю верхи на верблюдах, перський манускрипт XV ст.

У Корані йдеться про те, що вони живуть у шатрах (55:72), їх не торкалася ані людина, ані джин (55:74), вони подібні до прихованих перлин (56:22). Термін «гурії» вживається в основному у ранніх частинах Корану. Пізніше поруч з праведниками з'являються «азвадж мутаххара» — «чисті (точніше — очищені) дружини» (2:25/23; 3:15/13; 4: 57/60), вони ж «діви, що чоловіка люблять, ровесниці» (56:36/35 — 37/36). Потім повідомляється, що дружини праведників разом з ними потраплять до раю (43:70).

Чуттєвий образ гурій розвинувся в мусульманському богослов'ї та в народно-релігійній літературі. Їх описують як істот різних кольорів, створених з шафрану, мускусу, амбри, що мають прозору шкіру й тіло, всіяне дорогоцінностями, мають на грудях написи з іменем Аллаха та іменем свого чоловіка. З коранічних натяків було зроблено висновок, що вони завжди залишаються дівами.

Символічне трактування образу гурій у деяких коментаторів Корану (наприклад, Аль-Байдаві) підкреслює різницю між гуріями та земними жінками. Суфії надали гуріям ще більш духовного змісту, зробивши їх символами містичної любові та містичних насолод.

Існує декілька теорій про походження образу гурій — від тверджень про їхнє зороастрійське походження до гіпотези, що вони породжені неправильним трактуванням образів ангелів на християнських зображеннях раю. Проте, швидше за все, образ гурій, як і весь образ коранічного раю, розвиває низку спільних для народних вірувань Близького Сходу образів, і не може мати конкретного прототипу.